# Boeckh-Stiftung
Die Boeckh-Stiftung war eine 1857 begründete Stiftung zu Ehren des Philologen August Boeckh. Sie wurde von mehr als 170 Kollegen, Freunden und Schülern Boeckhs mit einem Startkapital von 2966 Talern aus Anlass von Boeckhs fünfzigjährigem Doktorjubiläum begründet und war für Studierende der Klassischen Philologie an der Berliner Universität bestimmt.
Das Kapital betrug ursprünglich, während der Zeichnung des Stiftungsbriefes, 2966,15 Taler. Nach der Genehmigung durch den König von Preußen (Order vom 11. April 1857) legte Boeckh die Statuten der Stiftung fest, deren Kapital währenddessen auf 3119 Taler angewachsen war.
Während der Inflation von 1923 verlor die Stiftung ihr gesamtes Kapital.

## Statuten
In der Fassung vom 1857 waren folgende Statuten festgelegt:
1. Die Stiftung unterstützt einen, nach Möglichkeit zwei Studierende der Klassischen Philologie, während ihres Studiums an der Berliner Universität, und zwar ohne Rücksicht des religiösen Bekenntnisses, des Heimatlandes oder Geburtsortes. Preußischen Staatsbürgern sollte jedoch der Vorzug gegeben werden.
2. Fonds der Stiftung ist das Startkapital, das gegebenenfalls durch Zuschüsse und Ersparnisse vermehrt werden kann. Der Fonds wird zinsbar angelegt.
3. Aus dem Fonds wird ein jährliches Stipendium in Höhe von zunächst 120 Talern, später nach Möglichkeit 150 Talern gezahlt. Bei entsprechender Vermehrung des Fonds können kleinere Stipendien vergeben werden.
4. Aufsicht über die Stiftung hat der Curator der Stiftung (August Boeckh) auf Lebenszeit. Nach seinem Tode geht die Aufsicht an den Direktor des philologischen Seminars (den nach Anciennität ältesten Ordinarius) über.
5. Das Stipendium wird ab dem 1. Oktober für jeweils ein Jahr verliehen.
6. Vorschlagsrecht hat der Curator. Der Vorschlag muss vom akademischen Senar und vom Rektor bewilligt werden.
7. Ausfertigung über die Verleihung des großen Stipendiums.
8. Das Stipendium darf nur an Studierende im 2. bis 8. Semester verliehen werden.
9. Bestimmungen über die Qualifikation der Stipendiaten.
10. Das Stipendium wird in halbjährlichen Raten ausgezahlt.
11. Erledigung des Stipendiums: Nach Ablauf des Jahres oder bei besonderen Vorkommnissen: Tod des Stipendiaten, unvorhergesehener Abgang von der Universität, Relegation, Bedenken des Curators über die sittliche Führung des Stipendiaten.
12. Änderungen der Statuten können vom Curator, der philosophischen Fakultät, dem Senat oder dem Rektor vorgeschlagen werden. Beschlossen werden sie vom Senat und vom Rektor nach Abstimmung mit dem Curator.